# Shaun Morgan
Shaun Morgan Welgemoed (Pietermaritzburg, 21 de diciembre de 1978) es un músico sudafricano, conocido por ser el vocalista, guitarrista y compositor de la banda Seether.

## Seether
Seether es una banda de rock de origen sudafricano, llamada originalmente como Saron Gas (que proviene de un juego de palabras entre un arma llamada "gas sarín", empleada en la guerra de Corea, y "Saron" una antigua mujer en la vida del frontman del grupo). La agrupación empezó a formarse a finales de la década de 1990. 
Saron Gas sacó su primer álbum, titulado Fragile, en Musketeer Records, en Sudáfrica en 2000. Después de lograr el éxito en Sudáfrica, Wind-up records se interesó en el sonido melódico pero pesado y firmaron un contrato. Fue así cuando nació Seether, un nombre inspirado por un sencillo hecho por la banda Veruca Salt. En esta época Welgemoed decidió utilizar su segundo nombre en el desempeño de Seether. 
Desde entonces, Seether han lanzado ocho álbumes de estudio; Disclaimer  (2002), Disclaimer II (2004), Karma and Effect (2005), Finding Beauty in Negative Spaces (2007), Holding Onto Strings Better Left to Fray (2011), Isolate and Medicate (2014), Poison the Parish (2017) y Si Vis Pacem, Para Bellum (2020), y además, lanzaron el álbum recopilatorio Disclaimer II en 2004, y el live CD/DVD One Cold Night en 2006

## Influencias
Tanto Morgan como la banda son influenciados por bandas como Nirvana, Portishead, The Beatles, Stone Temple Pilots, Nine Inch Nails, Rage Against the Machine, Silverchair, Korn, Soundgarden, Alice in Chains, Pearl Jam y Deftones.

## Relación con Amy Lee
Es el exnovio de la vocalista de Evanescence Amy Lee, la cual le dedicó la canción Call me when you're sober cuando Morgan tenía problemas con el alcohol. Amy Lee fue muy criticada al no respetar la recuperación de Shaun Morgan. Según la vocalista Amy Lee, la canción es muy literal y por eso se le dio un toque más fantasioso y se muestra la relación entre la canción y el cuento infantil "Caperucita Roja" debido a la capa roja que ocupa la vocalista en el vídeo.
Además, los dos aparecen cantando Broken que fue un éxito impresionante, incluso en Europa, debido a que forma parte de la banda sonora de The Punisher.

## Discografía

### Saron Gas
- Fragile  (2000)

### Seether
- Disclaimer (2002)
- Karma and Effect (2005)
- Finding Beauty in Negative Spaces (2007)
- Holding Onto Strings Better Left to Fray (2011)
- Isolate And Medicate (2014)
- Poison the Parish (2017)
- Si Vis Pacem, Para Bellum (2020)
- The Surface Seems So Far (2024)